# Simon Shelton
Simon Shelton, född 13 januari 1966 i Shepherd's Bush i London, död 17 januari 2018 i Liverpool i England, var en brittisk skådespelare. Han är bland annat känd för att ha spelat Tinky Winky i Teletubbies.